# Adelelm l'Almoiner
Adelelm l'Almoiner o de Burgos (en castellà antic: Adelhem, Adelelme o Lesmes) o Adelelm prevere (Burgos, ca. 1130 - 1218) va ser un prevere castellà, amic i almoiner del bisbe Julià de Conca. És venerat per l'Església catòlica, tot i que no ha estat beatificat ni canonitzat oficialment. No s'ha de confondre amb Adelelm de Burgos, monjo francès, bisbe de Burgos al segle xi.

## Biografia
Confós sovint amb el seu homònim bisbe, algunes dades biogràfiques se n'han barrejat i no se'n coneixen amb certesa. Nascut a Burgos, poc després que ho fes Julià de Conca, quan aquest començà a predicar, Adelelm l'acompanyà. El seguí quan Julià fou nomenat ardiaca de Toledo (1192-1193) i bisbe de Conca (1196-1208), i en fou l'almoiner i únic deixeble i servent.
Probablement, fou prevere, i com a almoiner, feia el repartiment del blat i altres almoines entre els necessitats de la diòcesi, segons indicacions de Julià. Com aquest, també feia cistells i altres tasques manuals per vendre'ls i, amb els diners obtinguts, mantenir-se i repartir-ne la resta entre els pobres. Els sobre-esforços en carregar el blat i altres productes per portar-los a repartir li provocà trastorns als ossos i un mal crònic a l'abdomen que l'afectaren tota la vida.
Quan Julià morí, Adelelm tornà a Burgos, on continuà dedicant-se a la caritat i atendre els necessitats, repartint el producte del seu treball (les cistelles) entre pobres i hospitals. Hi morí en 1218.

## Veneració

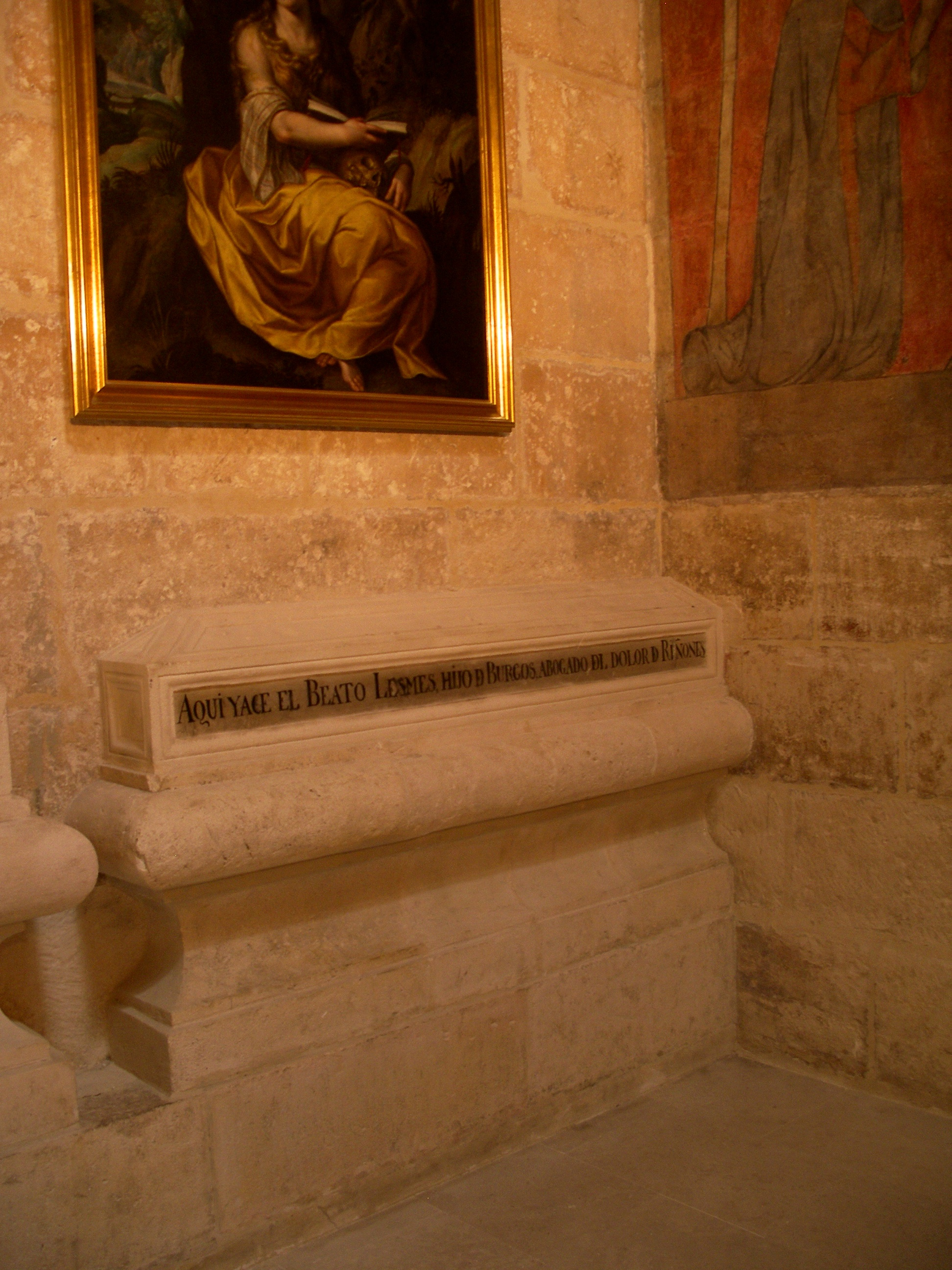
Tomba a la Catedral de Burgos.

Fou sebollit a l'antiga catedral de la ciutat, on ja era tingut per sant; en fer-se l'actual catedral gòtica fou traslladat vora el pilar de la capella de Sant Andreu, en un sepulcre de pedra. El sepulcre era molt visitat, especialment pels que tenien mal de ronyons i lumbàlgia, que el tenien per protector per haver patit aquest mal: es creia que tocant amb l'esquena el sepulcre, el mal millorava. Precisament per la munió de gent que hi anava, que destorbava el pas, es va traslladar novament en 1680 el sepulcre a la capella de Santa Caterina, avui de Sant Joan de Sahagún. A la tomba, enganxada al mur de la capella, una inscripció diu: Aquí yace el beato Lesmes, hijo de Burgos, abogado del mal de riñones.
No beatificat ni canonitzat oficialment, hi ha santorals i obres en què és anomenat "benaurat" o beat, mentre que d'altres l'anomenen "sant".